# سفيتلانا مايبورودا
سفيتلانا مايبورودا (بالأوكرانية: Світлана Майборода)‏ (من مواليد 1981) هي عالمة رياضيات أوكرانية تعمل أستاذاً للرياضيات في جامعة مينيسوتا.

## الأبحاث
تتعلق أبحاث سفيتلانا بالتحليل التوافقي والمعادلات التفاضلية الجزئية، بما في ذلك مسألة القيمة الحدية للمعادلات التفاضلية الجزئية الإهليلجية. قدم عملها طريقة رياضية جديدة لتوطين أندرسون، وهي ظاهرة في الفيزياء تقتصر فيها الموجات على منطقة محلية بدلاً من الانتشار عبر وسيط، وبهذا التفسير يمكنها أن تتنبأ بالمناطق التي تنحصر فيها الأمواج.

## التعليم والوظيفو
وُلدت سفيتلانا مايبورودا في 2 يونيو 1981 في خاركيف. حصلت على ما يعادل درجتي ماجستير، واحدة في العلوم المالية وواحدة في الرياضيات التطبيقية، من جامعة خاركيف في عام 2001، وحصلت على الدكتوراه في عام 2005 من جامعة ميسوري تحت إشراف ماريوس ميتريا.  وبعد تولّيها العديد من المناصب في الجامعة الوطنية الأسترالية، وجامعة ولاية أوهايو، وجامعة براون، التحقت بكلية جامعة بيردو في عام 2008، وانتقلت إلى جامعة مينيسوتا في عام 2011.

## التكريم
كانت ميبورودا زميلة أبحاث سلون للفترة 2010-2015. وفي عام 2013، أصبحت الفائز الأول لجائزة سادوسكي للأبحاث في مجال التحليل الرياضي من جمعية المرأة للرياضيات. وفي عام 2015 انتُخبت كزميلة لمجتمع الرياضيات الأمريكي. وفي عام 2016، حصلت على منصب أستاذ في كلية نورثروب في جامعة مينيسوتا. وكانت متحدثة مدعوة في المؤتمر الدولي لعلماء الرياضيات لعام 2018، حيث تحدثت في قسم الجبر التحليلي.